# Olympische Winterspiele 2002/Shorttrack
Bei den XIX. Olympischen Spielen 2002 in Salt Lake City fanden acht Wettbewerbe im Shorttrack statt. Austragungsort war das Salt Lake Ice Center.
Die erfolgreichsten Shorttracker der Wettkämpfe waren die Chinesin Yang Yang (A) und Marc Gagnon aus Kanada, die jeweils zwei Goldmedaillen gewannen. Für besonderes Aufsehen sorgten das 1000-Meter-Rennen und das 1500-Meter-Rennen der Männer: Über 1000 Meter siegte überraschend der australische Außenseiter Steven Bradbury nach einem Massensturz der favorisierten Athleten kurz vor dem Ziel; über 1500 Meter wurde der Südkoreaner Kim Dong-sung disqualifiziert, nachdem er die Ziellinie als Erster überquert hatte.

## Bilanz

### Medaillenspiegel
| Platz | Land                | Gold | Silber | Bronze | Gesamt |
| ----- | ------------------- | ---- | ------ | ------ | ------ |
| 1     | Volksrepublik China | 2    | 2      | 3      | 7      |
| 2     | Südkorea            | 2    | 2      | –      | 4      |
| 3     | Kanada              | 2    | 1      | 3      | 6      |
| 4     | Vereinigte Staaten  | 1    | 1      | 1      | 3      |
| 5     | Australien          | 1    | –      | –      | 1      |
| 6     | Bulgarien           | –    | 1      | 1      | 2      |
| 8     | Italien             | –    | 1      | –      | 1      |

### Medaillengewinner
| Konkurrenz     | Gold                                                                                       | Silber                                                                                     | Bronze                                                         |
| -------------- | ------------------------------------------------------------------------------------------ | ------------------------------------------------------------------------------------------ | -------------------------------------------------------------- |
| 500 m          | Marc Gagnon                                                                                | Jonathan Guilmette                                                                         | Rusty Smith                                                    |
| 1000 m         | Steven Bradbury                                                                            | Apolo Anton Ohno                                                                           | Mathieu Turcotte                                               |
| 1500 m         | Apolo Anton Ohno                                                                           | Li Jiajun                                                                                  | Marc Gagnon                                                    |
| 5000 m Staffel | Kanada Éric Bédard Marc Gagnon Jonathan Guilmette François-Louis Tremblay Mathieu Turcotte | Italien Michele Antonioli Maurizio Carnino Fabio Carta Nicola Franceschina Nicola Rodigari | Volksrepublik China An Yulong Feng Kai Guo Wei Li Jiajun Li Ye |

| Konkurrenz     | Gold                                                            | Silber                                                                 | Bronze                                                                    |
| -------------- | --------------------------------------------------------------- | ---------------------------------------------------------------------- | ------------------------------------------------------------------------- |
| 500 m          | Yang Yang (A)                                                   | Ewgenija Radanowa                                                      | Wang Chunlu                                                               |
| 1000 m         | Yang Yang (A)                                                   | Ko Gi-hyun                                                             | Yang Yang (S)                                                             |
| 1500 m         | Ko Gi-hyun                                                      | Choi Eun-kyung                                                         | Ewgenija Radanowa                                                         |
| 3000 m Staffel | Südkorea Choi Eun-kyung Choi Min-kyung Joo Min-jin Park Hye-won | Volksrepublik China Sun Dandan Wang Chunlu Yang Yang (A) Yang Yang (S) | Kanada Isabelle Charest Marie-Ève Drolet Amélie Goulet-Nadon Alanna Kraus |

## Hintergrund

### Organisation

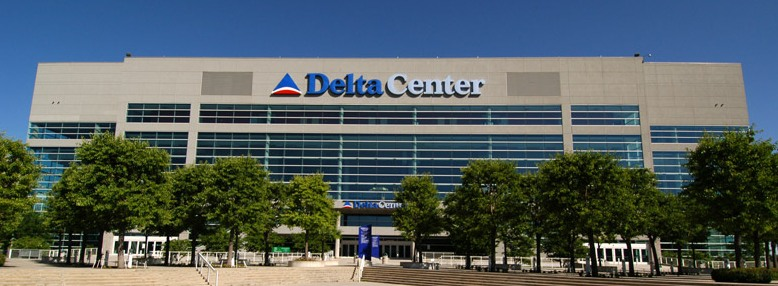
Außenansicht des Delta Centers im Jahr 2005

Die olympischen Shorttrack-Wettbewerbe von 2002 fanden wie auch die Eiskunstlauf-Entscheidungen im Delta Center statt, das für die Dauer der Spiele den Namen Salt Lake Ice Center trug. Das IOC untersagte Delta Air Lines als Namensrechtspartner des Veranstaltungsortes, den Namen während der Veranstaltung zu verwenden. Die 1991 erbaute Mehrzweckhalle, die abseits der Winterspiele Heimat des NBA-Teams Utah Jazz war, fasste während der Shorttrack-Veranstaltungen 17.500 Zuschauer. Alle Tickets wurden verkauft – anwesend waren im Schnitt an jedem der vier Wettkampfabende knapp 15.000 Zuschauer. Insgesamt zählte das Organisationskomitee laut offiziellen Angaben 59.878 Besucher.
Als Chefschiedsrichter für die Männerwettkämpfe fungierte der Australier James Hewish, bei den Frauenrennen übernahm Gérard Matusalem aus Frankreich diese Rolle. Sowohl Hewish als auch Matusalem arbeiteten gemeinsam mit einem Team aus vier weiteren Schiedsrichtern. Die Internationale Eislaufunion (ISU) wurde durch die Technischen Delegierten Chang Myong-hi aus Südkorea und John Hall aus Großbritannien vertreten.

### Qualifikation
Ausschlaggebend für die Zahl an Teilnehmern, die ein Nationales Olympisches Komitee (NOK) zu den Shorttrack-Wettbewerben entsenden durfte, waren die Ergebnisse eines von der ISU ausgerichteten Qualifikationsturniers in Salt Lake City vom 25. bis zum 28. Oktober 2001. Abhängig davon, wie viele Athleten sich unter den besten 32 Sportlern des Mehrkampf-Klassements bei dem Qualifikationsturnier platzierten, durfte ein NOK einen oder zwei Shorttracker bei den olympischen Einzel-Wettbewerben einsetzen. Das Qualifikationsturnier entschied ausschließlich über die Zahl der Startplätze eines Landes, nicht darüber, welche Athleten sich für eine Olympiateilnahme qualifizierten. Zusätzlich waren die besten acht Staffeln des Auswahlturniers berechtigt, beim olympischen Staffelwettbewerb anzutreten. Dafür durfte jedes qualifizierte Team fünf Athleten anmelden, von denen vier in einem Rennen eingesetzt werden durften. Die maximale Teamgröße eines Landes lag bei sechs Männern und sechs Frauen (zuzüglich eines Trainers und eines Mannschaftsführers).
Bis zum 28. Januar 2002 mussten die NOK die Namen der Athleten, die sie für die Winterspiele aufstellten, an das Organisationskomitee weiterleiten.

### Teilnehmer und Favoriten

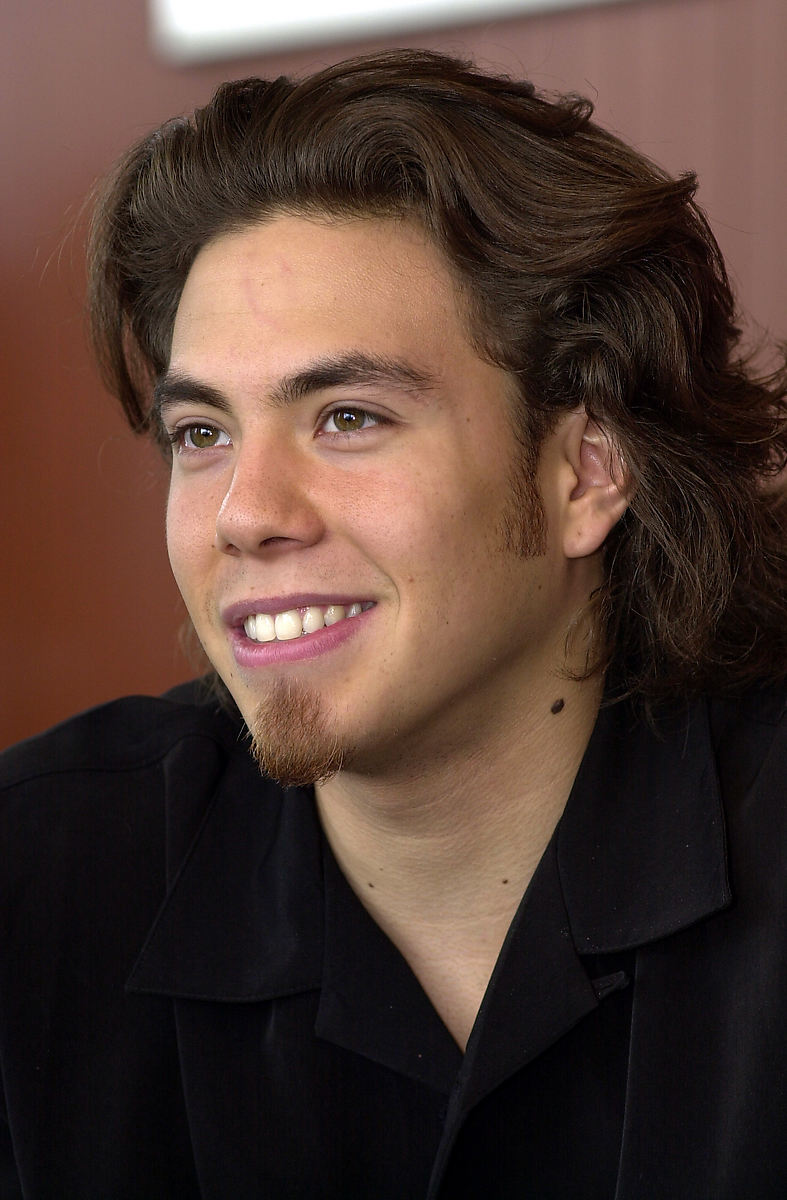
Porträt Apolo Anton Ohnos aus dem März 2002

Im Gastgeberland der Spiele von Salt Lake City stand der 19-jährige Apolo Anton Ohno im Vorfeld der olympischen Wettbewerbe unter verstärkter Beobachtung: Die Sportzeitschrift Sports Illustrated widmete ihm das Cover ihrer Olympia-Ausgabe, er nahm eine prominente Position in der vorolympischen Berichterstattung von NBC ein und wurde auch wegen seiner Ausstrahlung als Zuschauermagnet betrachtet. Ohno hatte im Winter 2000/01 die Weltcup-Gesamtwertungen aller Strecken gewonnen und galt einigen US-Medien als Kandidat für vier Goldmedaillen. Zu den stärksten Konkurrenten Ohnos gehörten die Südkoreaner um den 1000-Meter-Olympiasieger von 1998 Kim Dong-song. Kim hatte im Weltcup 2001/02 – bei dem Ohno nur zu einer von fünf Veranstaltungen angetreten war – drei von vier Gesamtwertungen für sich entschieden. Zudem handelten die Medien auch den mehrfachen chinesischen Weltmeister Li Jiajun und die Athleten des kanadischen Teams um Marc Gagnon als potentielle Olympiasieger.
Bei den Frauen nahm vor allem die Chinesin Yang Yang (A) die Favoritenstellung ein: Sports Illustrated und die Journalisten der Associated Press trauten ihr jeweils Gold- und Silbermedaillen in allen vier Rennen zu, Sports Illustrated sah sie dabei als dreifache Olympiasiegerin. Von 1998 bis 2001 hatte Yang viermal in Folge den Weltmeistertitel im Mehrkampf errungen und war im Winter 2001/02 ebenfalls zum vierten Mal hintereinander Siegerin des Gesamtweltcups geworden. Weitere Sieganwärterinnen waren ihre gleichnamige Teamkollegin Yang Yang (S) und die Bulgarin Ewgenija Radanowa. Das südkoreanische Frauenteam war im Vergleich zum chinesischen international wesentlich jünger und unerfahrener, weswegen seine Erfolgsaussichten ungewisser als die der südkoreanischen Männer eingeschätzt wurden.
Insgesamt traten 111 Athleten aus 26 Nationen zu den olympischen Shorttrack-Wettkämpfen von Salt Lake City an. Darunter befanden sich fünf deutsche Frauen (Aika Klein, Yvonne Kunze, Ulrike Lehmann, Christin Priebst und Susanne Rudolph) sowie zwei deutsche Männer (André Hartwig und Arian Nachbar) – anders als die Männer hatten sich die Frauen auch mit der Staffel qualifiziert. Aus Österreich und der Schweiz traten keine Shorttracker an. Die Hongkongerinnen Christy Ren und Cordia Tsoi waren die ersten Sportler ihres Landes bei Olympischen Winterspielen. Tsoi war eine von drei Shorttrack-Läufern, die bei der Eröffnungsfeier Fahnenträgerin ihrer Mannschaft waren: Neben Hongkong ließen auch Belgien mit Simon Van Vossel und die Vereinigten Staaten mit Amy Peterson ihre Delegationen beim Einmarsch der Nationen von Shorttrackern anführen. Insbesondere Peterson als Fahnenträgerin des Gastgebers kam dabei große Aufmerksamkeit zu.

## Zeitplan
| Zeitplan                     | Zeitplan       | Zeitplan       | Zeitplan | Zeitplan | Zeitplan | Zeitplan | Zeitplan | Zeitplan         | Zeitplan | Zeitplan | Zeitplan         | Zeitplan | Zeitplan | Zeitplan | Zeitplan         | Zeitplan | Zeitplan | Zeitplan         | Zeitplan | Zeitplan |
| Disziplin                    | Disziplin      | Disziplin      | Fr. 8.   | Sa. 9.   | So. 10.  | Mo. 11.  | Di. 12.  | Mi. 13.          | Do. 14.  | Fr. 15.  | Sa. 16.          | So. 17.  | Mo. 18.  | Di. 19.  | Mi. 20.          | Do. 21.  | Fr. 22.  | Sa. 23.          | So. 24.  |          |
| Disziplin                    | Disziplin      | Disziplin      | Februar  | Februar  | Februar  | Februar  | Februar  | Februar          | Februar  | Februar  | Februar          | Februar  | Februar  | Februar  | Februar          | Februar  | Februar  | Februar          | Februar  |          |
| ---------------------------- | -------------- | -------------- | -------- | -------- | -------- | -------- | -------- | ---------------- | -------- | -------- | ---------------- | -------- | -------- | -------- | ---------------- | -------- | -------- | ---------------- | -------- | -------- |
| Eröffnungs- und Schlussfeier |                |                |          |          |          |          |          |                  |          |          |                  |          |          |          |                  |          |          |                  |          |          |
| Männer                       | 500 m          | 500 m          |          |          |          |          |          |                  |          |          |                  |          |          |          |                  |          |          | Medaillenvergabe |          |          |
| Männer                       | 1000 m         | 1000 m         |          |          |          |          |          |                  |          |          | Medaillenvergabe |          |          |          |                  |          |          |                  |          |          |
| Männer                       | 1500 m         | 1500 m         |          |          |          |          |          |                  |          |          |                  |          |          |          | Medaillenvergabe |          |          |                  |          |          |
| Männer                       | 5000 m Staffel | 5000 m Staffel |          |          |          |          |          |                  |          |          |                  |          |          |          |                  |          |          | Medaillenvergabe |          |          |
| Frauen                       | 500 m          | 500 m          |          |          |          |          |          |                  |          |          | Medaillenvergabe |          |          |          |                  |          |          |                  |          |          |
| Frauen                       | 1000 m         | 1000 m         |          |          |          |          |          |                  |          |          |                  |          |          |          |                  |          |          | Medaillenvergabe |          |          |
| Frauen                       | 1500 m         | 1500 m         |          |          |          |          |          | Medaillenvergabe |          |          |                  |          |          |          |                  |          |          |                  |          |          |
| Frauen                       | 3000 m Staffel | 3000 m Staffel |          |          |          |          |          |                  |          |          |                  |          |          |          | Medaillenvergabe |          |          |                  |          |          |

Farblegende
Die Shorttrack-Wettbewerbe fanden an vier Wettkampftagen statt, jeweils am Mittwochabend und am Samstagabend während der beiden Wochen, die die Olympischen Spiele andauerten. (An den anderen Tagen der Spiele wurde das Salt Lake Ice Center für die Eiskunstlauf-Veranstaltungen benötigt.) Mit Ausnahme des 1000-Meter-Wettbewerbs und der Staffeln wurden alle zu einem Wettkampf gehörenden Rennen an einem Tag ausgetragen.

## Ergebnisse Männer

### 500 m
| Platz | Land | Sportler           | Zeit (s) |
| ----- | ---- | ------------------ | -------- |
| 1     | CAN  | Marc Gagnon        | 41,802   |
| 2     | CAN  | Jonathan Guilmette | 41,994   |
| 3     | USA  | Rusty Smith        | 42,027   |
| 4     | CHN  | Feng Kai           | 42,112   |
| 5     | JPN  | Satoru Terao       | 42,219   |
| 6     | KOR  | Kim Dong-sung      | 42,076   |
| 7     | BEL  | Wim De Deyne       | 42,961   |
| 8     | JPN  | Takafumi Nishitani | 42,535   |
|       |      |                    |          |
| 15    | GER  | Arian Nachbar      | 43,626   |

Datum: 23. Februar 2002, 20:10 Uhr
Der bis dahin bestehende olympische Rekord wurde bereits in der Vorrunde unterboten. Für Aufsehen sorgte die Disqualifikation von Publikumsliebling Apolo Anton Ohno, weil er Satoru Terao behindert hatte. Im Finale führte zunächst Rusty Smith, der US-Amerikaner wurde aber in der letzten Runde erst von Marc Gagnon und dann von Jonathan Guilmette überholt.

### 1000 m
| Platz | Land | Sportler         | Zeit (min) |
| ----- | ---- | ---------------- | ---------- |
| 1     | AUS  | Steven Bradbury  | 1:29,109   |
| 2     | USA  | Apolo Anton Ohno | 1:30,160   |
| 3     | CAN  | Mathieu Turcotte | 1:30,563   |
| 4     | KOR  | Ahn Hyun-soo     | 1:32,519   |
| 5     | KOR  | Kim Dong-sung    | 1:35,582   |
| 6     | ITA  | Fabio Carta      | 1:35,589   |
| 7     | JPN  | Naoya Tamura     | 1:35,823   |
| 8     | CHN  | Li Jiajun        | DSQ        |
|       |      |                  |            |
| 23    | GER  | Arian Nachbar    | 1:33,585   |

Datum: 16. Februar 2002, 20:45 Uhr
Der Olympiasieg des australischen Shorttrackers Steven Bradbury war einer der kuriosesten der olympischen Geschichte. Bradbury qualifizierte sich nur für das Finale, weil in der letzten Kurve andere Athleten stürzten. Im Finale lag Bradbury in der letzten Runde weit zurück; da aber in der letzten Kurve erneut ein Athlet stürzte und alle bis auf Bradbury dabei mitriss, konnte dieser ungehindert über die Ziellinie laufen. Er war damit der erste australische Goldmedaillengewinner bei Winterspielen.

### 1500 m
| Platz | Land | Sportler         | Zeit (min) |
| ----- | ---- | ---------------- | ---------- |
| 1     | USA  | Apolo Anton Ohno | 2:18,541   |
| 2     | CHN  | Li Jiajun        | 2:18,731   |
| 3     | CAN  | Marc Gagnon      | 2:18,806   |
| 4     | ITA  | Fabio Carta      | 2:18,947   |
| 5     | FRA  | Bruno Loscos     | 2:19,587   |
| 6     | USA  | Rusty Smith      | 2:27,155   |
| 7     | CHN  | Guo Wei          | 2:27,376   |
| 8     | NED  | Cees Juffermans  | 2:27,611   |
|       |      |                  |            |
| 15    | GER  | André Hartwig    | 2:22,541   |

Datum: 20. Februar 2002, 20:15 Uhr
Der Südkoreaner Kim Dong-sung überquerte die Ziellinie im Finale als Erster, wurde aber disqualifiziert, weil die Schiedsrichter eine Behinderung Apolo Anton Ohnos erkannten. Die Disqualifikation Kims wurde kontrovers diskutiert und insbesondere in Südkorea als ungerechtfertigt empfunden.

### 5000 m Staffel
| Platz | Land | Sportler                                                                            | Zeit (min) |
| ----- | ---- | ----------------------------------------------------------------------------------- | ---------- |
| 1     | CAN  | Éric Bédard Marc Gagnon Jonathan Guilmette François-Louis Tremblay Mathieu Turcotte | 6:51,579   |
| 2     | ITA  | Michele Antonioli Maurizio Carnino Fabio Carta Nicola Franceschina Nicola Rodigari  | 6:56,327   |
| 3     | CHN  | An Yulong Feng Kai Guo Wei Li Jiajun Li Ye                                          | 6:59,633   |
| 4     | USA  | Ron Biondo J. P. Kepka Apolo Anton Ohno Rusty Smith Daniel Weinstein                | 7:03,926   |
| 5     | JPN  | Takehiro Kodera Takatumi Nishitani Yugo Shinohara Naoya Tamura Satoru Terao         | 7:19,893   |
| 6     | AUS  | Steven Bradbury Stephen Lee Alex McEwan Andrew McNee Mark McNee                     | 7:45,271   |
| 7     | BEL  | Wim De Deyne Pieter Gysel Ward Janssens Simon Van Vossel                            | 6:56,389   |
|       | KOR  | Ahn Hyun-soo Kim Dong-sung Lee Seung-jae Min Ryoung Oh Se-jong                      | DSQ        |

Datum: 23. Februar 2002, 20:45 Uhr
Mit Ausnahme der kanadischen Staffel stolperten oder stürzten alle Teams im Finale. Die favorisierten Südkoreaner schieden nach einem Sturz und anschließender Disqualifikation im Halbfinale aus.

## Ergebnisse Frauen

### 500 m
| Platz | Land | Sportlerin        | Zeit (s) |
| ----- | ---- | ----------------- | -------- |
| 1     | CHN  | Yang Yang (A)     | 44,187   |
| 2     | BUL  | Ewgenija Radanowa | 44,252   |
| 3     | CHN  | Wang Chunlu       | 44,272   |
| 4     | CAN  | Isabelle Charest  | 44,662   |
| 5     | USA  | Caroline Hallisey | 44,679   |
| 6     | CAN  | Alanna Kraus      | 44,930   |
| 7     | KOR  | Choi Eun-kyung    | 45,383   |
| 8     | ITA  | Mara Zini         | 45,494   |
|       |      |                   |          |
| 14    | GER  | Yvonne Kunze      | 45,717   |
| 17    | GER  | Susanne Rudolph   | 45,288   |

Datum: 16. Februar 2002, 20:56 Uhr
Die favorisierte Yang Yang (A) setzte sich vor Ewgenija Radanowa und ihrer Teamkollegin Wang Chunlu durch. Sie feierte damit den ersten chinesischen Sieg bei Olympischen Winterspielen.

### 1000 m
| Platz | Land | Sportlerin        | Zeit (min) |
| ----- | ---- | ----------------- | ---------- |
| 1     | CHN  | Yang Yang (A)     | 1:36,391   |
| 2     | KOR  | Ko Gi-hyun        | 1:36,427   |
| 3     | CHN  | Yang Yang (S)     | 1:37,008   |
| 4     | CAN  | Marie-Ève Drolet  | 1:37,563   |
| 5     | BUL  | Ewgenija Radanowa | 1:34,702   |
| 6     | KOR  | Choi Eun-kyung    | 1:34,808   |
| 7     | JPN  | Chikage Tanaka    | 1:35,125   |
| 8     | CAN  | Alanna Kraus      | 1:35,642   |
|       |      |                   |            |
| 14    | GER  | Yvonne Kunze      | 1:35,830   |
| 16    | GER  | Christin Priebst  | 1:36,848   |

Datum: 23. Februar 2002, 20:19 Uhr
Eine Woche nach ihrem ersten Olympiasieg über 500 Meter entschied Yang Yang (A) auch das 1000-Meter-Rennen für sich. Als erste Shorttrackerin gewann sie damit bei den gleichen Olympischen Winterspielen zwei Einzelgoldmedaillen.

### 1500 m
| Platz | Land | Sportlerin        | Zeit (min) |
| ----- | ---- | ----------------- | ---------- |
| 1     | KOR  | Ko Gi-hyun        | 2:31,581   |
| 2     | KOR  | Choi Eun-kyung    | 2:31,610   |
| 3     | BUL  | Ewgenija Radanowa | 2:31,723   |
| 4     | CHN  | Yang Yang (A)     | 2:31,791   |
| 5     | CAN  | Alanna Kraus      | 3:05,002   |
| 6     | CAN  | Marie-Ève Drolet  | 2:31,203   |
| 7     | JPN  | Chikage Tanaka    | 2:31,479   |
| 8     | GER  | Christin Priebst  | 2:32,442   |
|       |      |                   |            |
| 22    | GER  | Yvonne Kunze      | 2:29,779   |

Datum: 13. Februar 2002, 20:35 Uhr
Mit ihrem Sieg wurde die 15-jährige Ko Gi-hyun zur jüngsten Olympiasiegerin von Salt Lake City. Silbermedaillengewinnerin Choi Eun-kyung stellte im Halbfinale einen neuen Weltrekord in 2:21,069 Minuten auf.

### 3000 m Staffel
| Platz | Land | Sportlerinnen                                                                   | Zeit (min) |
| ----- | ---- | ------------------------------------------------------------------------------- | ---------- |
| 1     | KOR  | Choi Eun-kyung Choi Min-kyung Joo Min-jin Park Hye-won                          | 4:12,793   |
| 2     | CHN  | Sun Dandan Wang Chunlu Yang Yang (A) Yang Yang (S)                              | 4:13,236   |
| 3     | CAN  | Isabelle Charest Marie-Ève Drolet Amélie Goulet-Nadon Alanna Kraus Tania Vicent | 4:15,738   |
| 4     | JPN  | Yuka Kamino Atsuko Takata Chikage Tanaka Ikue Teshigawara Nobuko Yamada         | 4:21,107   |
| 5     | ITA  | Marinella Canclini Marta Capurso Evelina Rodigari Katia Zini Mara Zini          | 4:20,014   |
| 6     | BUL  | Marina Georgiewa-Nikolowa Anna Krastewa Ewgenija Radanowa Daniela Wlaewa        | 4:20,703   |
| 7     | USA  | Julie Goskowicz Caroline Hallisey Amy Peterson Erin Porter                      | 4:20,730   |
| 8     | GER  | Ulrike Lehmann Aika Klein Yvonne Kunze Christin Priebst                         | 4:22,222   |

Datum: 20. Februar 2002, 20:02 Uhr
Die chinesischen Läuferinnen hatten die vorangegangenen vier Weltmeistertitel mit der Staffel gewonnen und führten in Salt Lake City zunächst das Finale an. Sieben Runden vor Schluss übernahm Joo Min-jin für Südkorea die Spitze, die sie und ihre Teamkolleginnen bis ins Ziel hielten. Dort unterboten sie den gültigen Weltrekord um knapp eine Sekunde.